# EuroSpeedway
EuroSpeedway Lausitz — багатофункціональний автодром для проведення гонок, тестових заїздів та розважальних заходів і автошоу, який знаходиться біля міста Клетвіц, (Бранденбург) в східній Німеччині. Його початкова назва Lausitzring, з часом назву було змінено на «EuroSpeedway Lausitz» для надання їй міжнародного звучання.
Будівництво автодрому було заплановано ще за часів НДР з метою забезпечення працевлаштування населення депресивного заселеного лужичанами регіону країни, яким він став після вичерпання покладів бурого вугілля.

## Інтернет-ресурси
- Official website of EuroSpeedway [Архівовано 2 вересня 2011 у Wayback Machine.]
- e-Tracks: EuroSpeedway Lausitz